# Russula pseudoaffinis
Russula pseudoaffinis är en svampart som beskrevs av Migl. & Nicolaj 1985. Russula pseudoaffinis ingår i släktet kremlor och familjen kremlor och riskor.   Inga underarter finns listade i Catalogue of Life.